# Rana coreana
Rana coreana е вид земноводно от семейство Водни жаби (Ranidae).

## Разпространение
Видът е разпространен в Северна Корея и Южна Корея.